# Castell de Carles
Castell de Carles o Castell de Toscar és un edifici del municipi d'Alfara de Carles. Consisteix en importants restes de murs sobre un cim rocós, en un estrep del Montcaro o Caro, al Parc Natural dels Ports. Està situat al cim d'un monticle enmig de la vall del Toscà i rodejat de muntanyes de major alçada. Només queden restes de murs i llenços de les muralles, de maçoneria sense lluir de poc gruix, amb algun tros de maçoneria en forma d'espiga. Presenta carreus a les cantonades. És una obra declarada bé cultural d'interès nacional.

## Descripció
Les restes de la fortificació de Carles es troben en dos nivells diferents. El superior, recinte sobirà i l'inferior o recinte jussà. El recinte sobirà, on hi havia les construccions més importants, té una longitud d'uns 45 m i una amplada de 15 m. A l'extrem sud-oest hi ha les restes constructives més destacades i probablement les més antigues. Una construcció de planta trapezial amb quatre parets que semblen construïdes en tres moments diferents. Els murs est i sud tenen un gruix a la base d'uns 100 cm. A un metre d'alçada hi ha un relleix on el mur s'aprima uns 15 cm. Aquestes parets són bastides amb pedres petites, col·locades en filades horitzontals formant una mena d'«opus spicatum». Les pedres de la paret oest presenten una col·locació més irregular i la paret nord sembla molt més moderna.

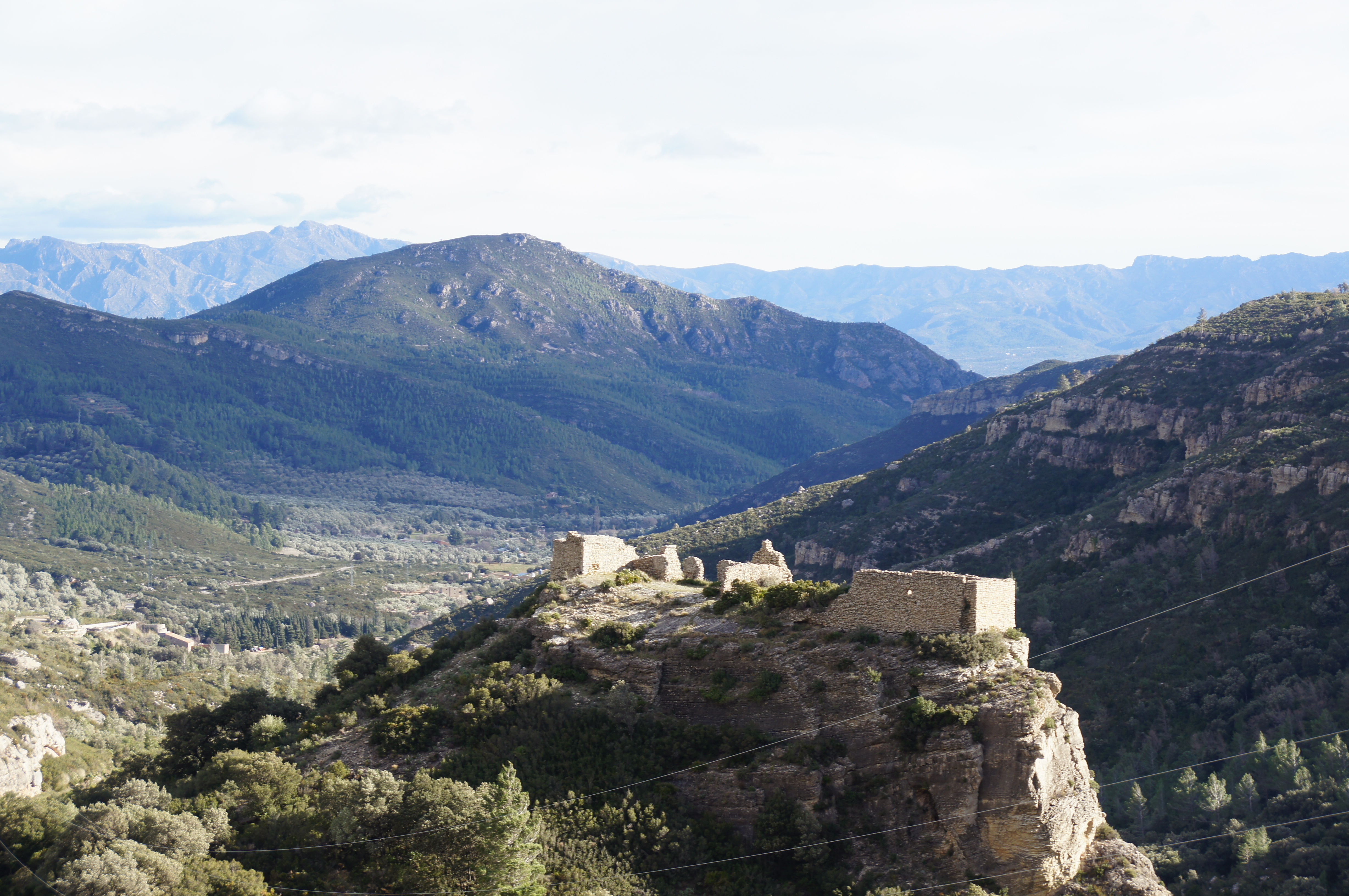
Castell de Carles des del camí cap a l'ermita de Santa Magdalena

A l'extrem nord hi ha un edifici de planta trapezoïdal amb un gruix de murs d'uns 70 cm i aparell constructiu semblant al del mur oest de l'edifici del sud-oest. En la part alta de la paret sud hi ha diverses mènsules que indiquen l'existència d'un pis superior. Entremig d'aquestes dues construccions hi ha diverses parets, algunes fetes amb encofrats. A l'extrem oriental s'observa el marge de la rampa d'accés al clos sobirà. L'element més important del recinte jussà orientat de sud a nord amb un espai no edificat que seria el portal d'entrada. L'esplanada jussana fa uns 55 m de llarg per uns 10 a 15 m d'ampla i es conserven molt poques restes de les muralles.
La datació és difícil. Els murs est i sud de la construcció més meridional, fets amb «opus spicatum», podrien ser d'un hisn andalusí que devia ocupar tot el clos superior i possiblement també l'inferior. En un segon moment es faria el mur oest i bona part del mur perimetral del recinte sobirà i del jussà, que es datarien cap al segle xiii. Algunes construccions més s'afegirien en època moderna. Algunes restes de murs del nucli de poblament s'endevinen entre el castell i l'església de Sant Julià.

## Història
Era un castell termenat documentat el 1173. El castell i lloc de Castles o Carles, antic poblat, d'origen anterior a la Reconquesta. De l'antiga vila s'observa, vora la carretera al Toscà, algunes bases de murs de les cases que ocupaven el pendent entre l'ermita de Sant Julià i el castell. La carta de poblament data de l'agost de 1237, atorgada com a baronia a Raimond de Sentmenat, senyor de Castles, el qual els donà per a regir-se les constitucions de Catalunya i els usatges de Barcelona. El 1434 la ciutat de Tortosa comprà Carles, essent regida per la ciutat. A darrers del segle xv una epidèmia feu grans estralls en la població, els supervivents del qual es traslladaren a Alfara, que els absorbí. Carles va existir almenys fins a l'any 1480. L'església parroquial, situada al peu del turó, quedà com a eremitori de Sant Julià.